# Орхидея „Летяща патица“
Орхидея „Летяща патица“ (Caleana major), известна на английски: large duck orchid – орхидея „голяма патица“, е малка орхидея, открита в източна и южна Австралия. Това сухоземно растение се отличава със забележителен цвят, наподобяващ патица в полет. Цветето е атрактивно за насекоми, като sawfly, които опрашват цветовете в процес, известен като псевдокопулация. През 1986 г. тази орхидея е представена на австралийска пощенска марка.